# Calymmaria lora
Calymmaria lora is een spinnensoort uit de familie van de waterspinnen (Cybaeidae).
De wetenschappelijke naam van de soort werd in 1942 gepubliceerd door Ralph Vary Chamberlin & Wilton Ivie.